# 乐平乡 (杭州市)
乐平乡，中国浙江省杭州市临安区下辖的一个乡，2011年并入潜川镇。

## 辖区
该乡辖有：西乐村、七坑村、乐平村、上沃村、伍村、外伍村。